# Astragalus bergii
Astragalus bergii là một loài thực vật có hoa trong họ Đậu. Loài này được Hieron. miêu tả khoa học đầu tiên.